# El Reparo, Lagos de Moreno
El Reparo är en ort i Mexiko.   Den ligger i kommunen Lagos de Moreno och delstaten Jalisco, i den centrala delen av landet, 400 km nordväst om huvudstaden Mexico City. El Reparo ligger 1 979 meter över havet och antalet invånare är 242.
Terrängen runt El Reparo är en högslätt. Runt El Reparo är det ganska tätbefolkat, med 56 invånare per kvadratkilometer. Närmaste större samhälle är Villa Licenciado Jesús Terán, 14,8 km väster om El Reparo. Trakten runt El Reparo består till största delen av jordbruksmark.